# 大衛·特蕾西
大衛·特蕾西（英語：David Tracy，1939年1月6日—Template:Dd）是美國神學家和天主教神父。他現任芝加哥大學安德魯·湯瑪士·格里利和格雷斯·麥克尼科爾斯·格里利傑出服務天主教榮譽教授 (英語: Andrew Thomas Greeley and Grace McNichols Greeley Distinguished Service Professor Emeritus of Catholic Studies)。

## 教育
特蕾西於1939年於揚克斯 (紐約州)出生 (英語: Yonkers, N.Y.), 是約翰·查爾斯·特蕾西 (英語: John Charles Tracy)和艾琳·瑪麗·特蕾西 (英語: Eileen Marie Tracy)的兒子。他還有兩位兄弟: 小約翰(英語: John Jr.)和亞瑟 (Arthur)。他的父親是公會團體領袖，喜歡閱讀享利．亞當斯(英語: Henry Adams)的書籍給他們聽。
他於青年期時有當牧者的感動，因此自1952年開始在教堂學校讀書。教堂學校主要在紐約教區提供高中和神學院教育。他在1960年離開紐約到位於羅馬的宗座額我略大學繼續進修，而第二次梵蒂岡會議對他修讀神學的決定也影響甚深。他於1963年12月18日在羅馬按牧，並於該年開始在美國康乃狄克州布里奇波特教區服事。過了一年在康乃狄克州史丹佛的服事，他在翌年獲得由宗座額我略大學授予神學碩士證書（英語: Licentiate of Sacred Theology）。特蕾西曾提到他一直想在堂區服事，但過了一年服事後，他有強烈的感動在學術界發展，便回到羅馬讀博至1969年畢業。

## 職業生涯
特蕾西第一個教席始於華盛頓市的美國天主教大學開始。當了講師一年後，他於1968年聯同柏納．麥堅 （英語: Bernard McGinn) 以及其他廿多位在天主教大學的教授反對教宗保羅六世通諭的《人類生命》（英語: Humanae Vitae)。可惜，他們廿多人事後被天主教大學的理事會解雇。他們心感不忿，決定控告該大學，最後由美國公民自由聯盟的代表律師為他們打官司且獲得勝訴。
在此案件聆訊期間，芝加哥大學神學院院長杰拉爾德．布爾德（英語: Jerald Brauer )邀請他和麥堅到芝加哥任教。自1985起，特蕾西被任命為傑出服務教授，而1987年他擔任傑出服務天主教教授一職。而特蕾西也同時擔任安德魯．湯瑪士．格里利和格雷斯．麥克尼科爾斯．格里利傑出服務天主教教授，此職位於1984年由社會學家和小說家安德魯．格里利創立。他同時也是芝大內理念與方法研究委員會（英語: Committee on the Analysis of Ideas and Methods）和社會理論委員會會員（英語: Committee on Social Thought）。他在芝大教學至2006年退休。
他在1976至1977年擔任天主教神學會（页面存档备份，存于）主席。該會於1980年頒發約翰．科特妮．美利獎（英語：John Courtney Murray Award）予特蕾西，以肯定他在神學上的貢獻。他又於1982年獲選為美國藝術與科學學院（页面存档备份，存于）主席。他也是1999至2000年度愛丁堡大學吉福德講座的講員，該年題目是《這邊的上帝》。此講座被廣泛認為是神學與宗教學最高的榮譽之一。

## 寫作列表
- The Achievement of Bernard Lonergan (1970)
- Blessed Rage for Order: The New Pluralism in Theology (1975)
- Toward Vatican III: The Work that Needs To Be Done, with Hans Küng and Johann Baptist Metz (1978)
- The Analogical Imagination: Christian Theology and the Culture of Pluralism (1981)
- Talking About God: Doing Theology in the Context of Modern Pluralism, with John Cobb (1983)
- Short History of the Interpretation of the Bible, with Robert Grant (1984)
- A Catholic Vision, with Stephen Happel (1984)
- Plurality and Ambiguity (1987)
- Dialogue with the Other: The Inter-Religious Dialogue (1990)
- On Naming the Present: God, Hermeneutics, and Church (1994)